# سخمه (روستا)
 سخمه  به عربی ( السَخمّة )، روستایی است در دهستان بنو واقد از توابع استان استان صَنعاء در کشور یمن در شبه جزیره عربستان.

## جمعیت
جمعیت آن ( ۹۹) نفر (۱۰ خانوار) می‌باشد.